# Bina D'Costa
Bina D'Costa (* vor 1980) ist eine australisch-bangladeschische Politikwissenschaftlerin, die sich schwerpunktmäßig mit Konfliktforschung und Geschlechterforschung im südasiatischen Raum beschäftigt.

## Ausbildung
Bina d’Costa studierte an der University of Dhaka Internationale Beziehungen. An der University of Notre Dame in Perth absolvierte sie von 1996 bis 1998 einen Masterstudiengang in Friedens- und Konfliktforschung. Sie promovierte an der Australian National University in Canberra in internationalen Beziehungen und Politikwissenschaften.

## Karriere
D'Costa ist Professorin für Internationale Beziehungen an der Coral Bell School of Asia Pacific Affairs der Australian National University in Canberra.
2008 hatte sie eine Gast-Fellowship bei der Menschenrechtsorganisation Global Justice Center in New York City. Von 2011 bis 2012 war sie Gastdozentin am Refugee Studies Centre beim Department of International Development der University of Oxford, von 2012 bis 2014 am Hochschulinstitut für internationale Studien und Entwicklung in Genf.

## Forschungsschwerpunkte
2011 veröffentlichte sie mit Nation Building, Gender, and War Crimes in South Asia einen Bericht über die Ermordung von 300 Biharis in Chittagong während des Bangladesch-Kriegs 1971.
Sie forschte auch über die Birangona, die Opfer systematischer Vergewaltigungen durch pakistanische Soldaten und Paramilitärs wie die Razakar während des Unabhängigkeitskrieges in Bangladesch. Sie unterstützte nach Kriegsende Vergewaltigungsopfer bei der Suche nach Möglichkeiten für Schwangerschaftsabbrüche.
D'Costa schrieb auch darüber, wie die Rohingya von der Regierung von Myanmar ausgeschlossen und an den Rand gedrängt wurden. Sie arbeitete für das Rohingya Emergency Response Team von UNICEF in Cox’s Bazar.

## Sonstige Tätigkeiten
Auf dem Höhepunkt der Flüchtlingskrise in Europa ab 2015 entwickelte sie für das UNICEF-Forschungsbüro Innocenti ein Programm zum Umgang mit Migration und Vertreibung (bis 2018).
Beim Asia-Europe Meeting 2017 war sie Berichterstatterin zu Kinderrechten und Menschenrechten für Asien. Sie ist Mitglied des Dristhipat Writers' Collectives. Seit Oktober 2023 ist sie Mitglied der Experten-Gruppe zur Situation von Menschen afrikanischer Abstammung beim UN-Menschenrechtsrat (WGEPAD).
Mit ihren Analysen unterstützt sie unter anderen auch die UNRISD (United Nations Research in Social Development) und die Entwicklungshilfebehörden in Australien (AUSAID, jetzt DFAT), den USA (USAID) und Großbritannien (UKAID).

## Veröffentlichungen
- mit Katrina Lee-Koo: Gender and Global Politics in the Asia-Pacific Palgrave. New York, NY 2009, ISBN 978-0-230-61774-2.
- Nationbuilding, Gender and War Crimes in South Asia (2011) Routledge, London, 2013, ISBN 978-0-415-56566-0.
- mit Kim Huynh und Katrina Lee-Koo: Children and Global Conflict (2015) Cambridge University Press ISBN 978-1-107-62698-0.
- Children and Violence: The Politics of Conflict in South Asia (2016)  Cambridge University Press ISBN 978-1-107-11724-2.
- mit John Braithwaite: Cascades of Violence: War, Crime and Peacebuilding Across South Asia (2018) ANU Press ISBN 978-1-76046-189-8.